# Меринов, Виталий Александрович
Виталий Александрович Меринов (укр. Віталій Олександрович Мерінов; 31 декабря 1990, Ивано-Франковск, Украина — 31 марта 2023, Украина) — украинский спортсмен, заслуженный мастер спорта Украины, мастер спорта по боксу, заслуженный мастер спорта Украины. Четырёхкратный чемпион мира по кикбоксингу (2009, 2011, 2013, 2015), чемпион Украины по универсальному бою, победитель Турнира по рукопашному бою на Кубок Президента Украины. Член исполнительного комитета Ивано-Франковского горсовета. Солдат ВСУ, имел краповый берет спецназа.

## Биография
Виталий Меринов родился 31 декабря 1990 года в Ивано-Франковске. В 2006 году окончил среднюю школу № 15. В 2007 году Заслуженный тренер Украины Владимир Николаевич Вострецов предложил Виталию Меринову принять участие в соревнованиях по кикбоксингу и после победы там Виталий Меринов стал заниматься кикбоксингом. В 2009 году Виталий Меринов окончил Ивано-Франковский колледж физического воспитания.
В период с августа по сентябрь 2014 года служил в АТО в составе Национальной гвардии Украины.
С 2015 года был депутатом Ивано-Франковского городского совета от партии «УКРОП» как беспартийный. Член постоянной депутатской комиссии по градостроительству и земельным отношениям. В 2018 году окончил кафедру управления и бизнес-администрирования в Прикарпатском национальном университете имени Василия Стефаника и получил степень магистра. С 2018 года был президентом «Федерации бокса Ивано-Франковска». Виталий Александрович Меринов организовывал в Ивано-Франковске матчевые встречи с участием боксеров из разных стран (США, Ирландии, Франции, Польши).
С первого дня российского вторжения на Украину пошёл на фронт. 31 марта 2023 года скончался от полученных в бою травм.

## Семья
У Виталия Меринова осталась жена и двухлетняя дочь.

## Память
15 июня 2023 года в городе Ивано-Франковск улицу Новую переименовали в улицу Виталия Меринова.